# Бенешов
Бенешов (на чешки: Benešov; на немски: Beneschau) е град в Средночешкия край на Чехия, разположен на 37 km югоизточно от Прага. Център на община с разширени правомощия и административен център на едноименния окръг.

## История
През 11 век, по заповед на Пршемисловците, се провежда заселване на по-рано незаетите земи южно от Прага. Първото селище на мястото на Бенешов е на територията на днешния район на града „На Карлове“, където са построени съд и църква. По-късно на мястото на днешния площад „Томаш Масарик“, е построен градският пазар. В района на „На Карлове“ е построен и францискански манастир, глава на който става пражкият епископ Тобиаш от Бенешов, построил крепостта Конопище. След измирането на Бенешовичите, властта над селището преминава в ръцете на рода Щернберки. По това време се появява и гербът на града – осемлъчна златна звезда на син фон, подобна но герба на рода. През 1420 г. манастирът е изгорен от Ян Жижка по време на похода му към Прага.
Хуситите не унищожават напълно манастира. По-късно Бенешов придобива значение при управлението на Иржи от Подебрад. В късното Средновековие градът е център на няколко политически срещи и преговори, като например заседанията на Бохемската диета през 1451 и 1473 г. През 15. и 16. век градът преживява икономически разцвет, благодарение на разположението си на търговския път от Прага към Линц.
В периода 1541 – 1566 г. в Бенешов живее майсторът на камбани Матей Шпиц, който изработва голям брой камбани за съседните църкви в Бистршице, Окроухлице, Лоуновице, Поступице, Олбрамовице, На Храдку, Кондраце и др.
Градът силно пострадва по време на Тридесетгодишната война, като през 1648 г. е подложен на обсада и завладян от шведските войски. През 1703 г. в града е основан колеж на ордена на пиаристите, в който има начална школа и гимназия. Църквата „Света Ана“ към колежа е построена в периода 1705 – 1715 г. по плановете на италианския архитект Джовани Алипранди. След 1803 г. градът се развива като център на националното възраждане в Бохемия.
По време на Втората световна война градът е подложен на изселване на жителите и е преименуван в СС-Щат Бьомен. Част от военния учебен полигон на Вафен СС е разположена западно от шосета към Табор.

## Забележителности
- Църква „Св. Микулаш“, XIII век
- Пиаристки колеж и църква „Св. Ана“
- Пивоварна Фердинанд – основана през 1897 г., защитен паметник на културата
- Старото еврейско гробище на града

## Побратимени градове
- Клин, Русия
- Сент Ан, Франция